# مجالس تشريعية (غرف برلمانية)

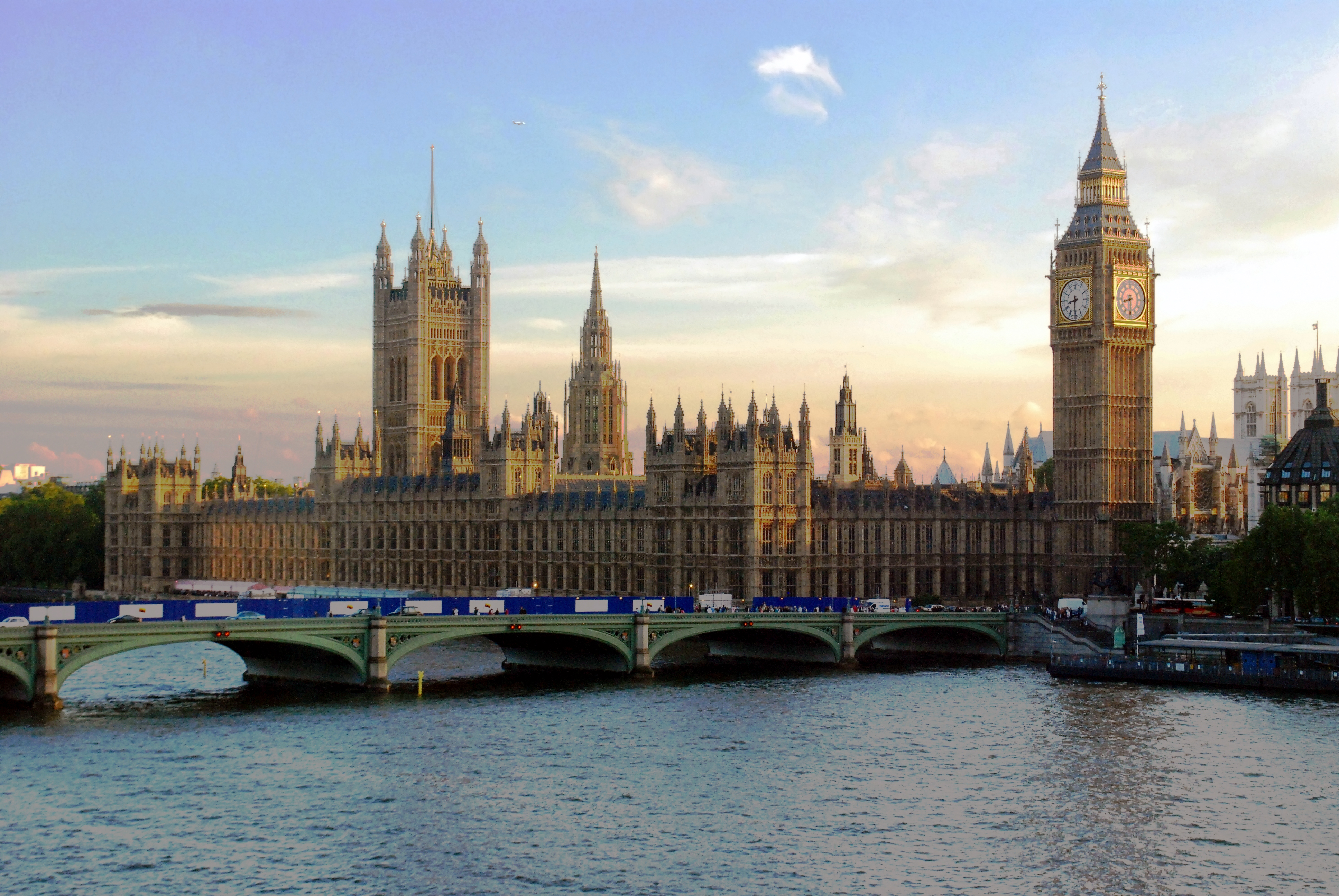

تتكون العديد من البرلمانات أو غيرها من هيئات السلطة التشريعية من اثنين من المجالس التشريعية  (أو الغرف البرلمانية)، وهما: مجلس النواب المنتخب ومجلس الأعيان أو الشيوخ الذي يجوز تعيينه أو انتخابه من خلال آلية مختلفة عن مجلس النواب. ويسمى هذا النمط الذي يتكون من مجلسين نظام تشريعي ثنائي. بينما تعرف السلطات التشريعية التي تتكون من مجلس واحد باسم نظام تشريعي أحادي.
وغالبًا ما يكون مجلس النواب هو المسؤول دائمًا عن وضع التشريعات، ومجلس الشيوخ هو الهيئة التي تقدم «نظرة ثانية» وتقرر ما إذا كانت ستعترض بحق النقض «الفيتو» أو توافق على مشروع القانون. وفي المملكة المتحدة، من الممكن سن التشريع في أي من المجلسين، ولكن الغلبة تكون لمجلس النواب إذا لم يتفق المجلسان مرتين متتاليتين. في معظم البلدان، يمتلك مجلس النواب، والذي يعد ممثلاً عن الشعب بصورة أكبر، السلطة الوحيدة أو المهيمنة على المسائل المتعلقة بالتمويل والضرائب.
ويتألف مجلس النواب عادة من 100 عضو على الأقل، في البلدان التي يبلغ تعداد سكانها أكثر من 3 ملايين نسمة. حيث نادرًا ما يتجاوز عدد المقاعد 400 مقعدٍ، وحتى في البلدان الكبيرة جدًا. وفي المملكة المتحدة، على الرغم من ذلك، يبلغ عدد أعضاء مجلس النواب (مجلس العموم) 650 عضوًا. وعادة يتراوح عدد المقاعد بمجلس الشيوخ، في أي مكان بين 20 أو 50 أو 100 مقعدٍ، ولكنه دائمًا أقل بكثير من مجلس النواب. ومع ذلك، فإن مجلس الشيوخ (مجلس اللوردات) بالمملكة المتحدة به عدد أعضاء أكثر بقليل من مجلس النواب، وكان (قبل استبعاد معظم النبلاء بالوراثة) أكبر بكثير.

## دمج المجالس
حتى عام 1971، كان البرلمان في السويد مقسما إلى مجلسين وهما Första kammaren وAndra kammaren، ولكنه تحول ليصبح أحادي التشريع. وكان البرلمان النرويجي (Storting) مقسمًا رسميًا إلى مجلسين في الفترة بين عامي 1814-2009، ولكنه كان يعمل كمجلس واحد، وهو الوضع الذي أطلق عليه «نظام تشريع أحادي مؤهل».

## الجلسة العامة واللجنة
يشار إلى أن الجلسة العامة هي اسم يطلق على اجتماع المجلس بأكمله، في حين أن اللجنة هي الجمعية التداولية التي عادة ما تكون تابعة للجلسة العامة.

### البرلمانات
- البرلمان الأوروبي
- برلمان المملكة المتحدة
- الجمعية العامة للأمم المتحدة